# M15 General Officers
M15 General Officers пістолет під набій .45 ACP розроблений для армії США Род-Айлендським арсеналом з резервних пістолетів M1911 для заміни застарівших пістолетів Colt Model 1903 та Model 1908 Pocket Hammerless. Пістолет призначався для старших офіцерів армії США  якості персональної зброї.
M15 дуже схожий на пістолет Colt Commander, а за дією схожий на M1911A1. Офіційно прийнятий на озброєння в 1972 році, він більше не виробляється, але залишається на озброєнні деяких офіцерів, які тривалий час залишаються на службі.

## Історія
Спочатку призначений для високопоставлених військових, M15 був зроблений з наявних матеріальних запасів пістолетів Colt M1911. Він був схожий на Colt Commander, але мав внутрішні відмінності. Пізніше коль випустив схожий пістолет Colt Officer's ACP. Цю модель зазвичай називають "Officer". Його створили щоб дати можливість старшим офіцерам отримати зброю з високою зупиняючою силою та ефективністю у порівнянні з раніше випущеною зброєю. У джерелах є певні розбіжності щодо його офіційного позначення, можливо, або Pistol, General Officers', Caliber .45, M15 або Pistol, Cal. .45, Semi-automatic, M1911A1, General Officer's. M1911 було замінено 9 мм пістолетом M9.

## Оперативні риси
Функціонально M15 працює так само, як і пістолет M1911 Colt. Повідомляли, що коротший ствол має потужний дуловий спалах, але навіть з вкороченим стволом, дулова швидкість становила 245 м/с. Приціл пістолету більший за приціл стандартного M1911A1, в тому числі мушка була вища. Магазини залишилися взаємозамінними. На кожух бойової пружини можна прикріпити шнурок.

## Відмінність офіцерської зброї
M15 має вищий рівень обробки, щоб відрізнити генеральські пістолети. Обробка пістолета була темно-синьою на затворі та рамі. Відкриті металеві частини, такі як запобіжник та засувка затвора мали поліровану воронену обробку, верхня частина затвора мала чорну матову обробку. Щічки з високоякісного горіху з латунною табличкою на лівому боці, з іменем власника на ній та печатка Рок-Айлендського Арсеналу на правому боці руків'я. На затворі гравірування, "General Officer's Model" та абревіатура  "RIA" від Rock Island Arsenal. Пістолет поставлявся з чорним шкіряним ременем, чорною шкіряною кобурою, чорним шкіряним підсумком з двома кишенями, набір для чищення та три магазини з серійними номерами зброї. Пряжка ременя та будь-які інші металеві частини були вкриті золотом для армії США та сріблом для ВПС США. Пістолет M15 випускали з 1972 по 1981 роки, після чого його замінили в армії та ВПС на немодифікований M1911A1. Всього було виготовлено та видано 1 004 одиниці. Коли генерал йшов з діючої служби, йому давали вибір: повернути пістолет або викупити його. Більшість викупали пістолети на згадку про службу, ця традиція залишилася до тепер.

## Користувачі
- США[1]